# Río Airium
El río Airium (del ruso: Айрюм) es un río de la república de Adiguesia, en Rusia, afluente por la izquierda del río Labá, de la cuenca hidrográfica del Kubán.
Nace 1,5 km al este de Lesnoi (44°46′37″N 40°12′16″E / 44.77694, 40.20444). En sus cerca de 25 km de longitud atraviesa las localidades de Progres, Obraztsóvoye (donde recibe por la derecha un pequeño afluente que viene de Sadovi), Nizhni Airium y desemboca en el curso medio del río Ulka, en Novi 44°55′32″N 40°10′23″E / 44.92556, 40.17306), formando un pequeño lago.